# Мовчанська волость
Мовчанська волость — історична адміністративно-територіальна одиниця Жмеринського повіту Подільської губернії з центром у селі Мовчани.

## Склад
Поселення:
- Мовчани
- Пасинки
- Телелинці
- Лука-Мовчанська
- Гута-Мовчанська

Очолював волосний комітет Йосип Іванович Барцицький.